# Дера-Ґазі-Хан
Дера-Ґазі-Хан (ڈیرہ غازی خان) — місто в південно-західній частині пакистанської провінції Пенджаб, адміністративний центр однойменного округу і відділу. Це 19-е за чисельністю населення місто Пакистану.

## Історія

### Заснування
Дера-Ґазі-Хан назване на честь додайського вождя Ґазі-хана, сина Хаджі хана Мірані. Воно було засноване наприкінці 15 століття, коли племена белуджів були запрошені заселити регіон Шах Хусейном, другим султаном Лангаха. Регіон Дера-Ґазі-Хан був частиною провінції Мултан імперії Великих Моголів між 16 і 18 століттями.
П'ятнадцять поколінь Мірані правили територією до 19 століття. На початку 19 століття Заман-хан був правителем Дера-Ґазі-Хан під Кабулом. У 1819 році на цю територію вдерлися сикхська армія з Мултана під командуванням Хушала Сінгха, генерала Ранджит Сінґха, і таким чином Дера-Ґазі-Хан потрапив під владу сикхів.

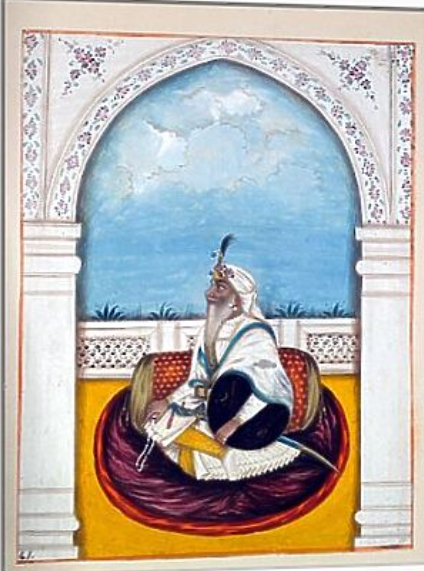
Хушал Сінгх Джамадар, камергер імперії сикхів

### Після незалежності
Після успіху Пакистанського руху, який привів до незалежності Пакистану в 1947 році, індуїсти та сикхи, що становили меншину, мігрували до Індії, тоді як багато мусульманських біженців з Індії оселилися в районі Дера-Ґазі-Хан. Багато індусів і сикхів з Дера-Ґазі-Хан оселилися в Делі і заснували Деравал-Нагар разом з мігрантами з Дера-Ісмаїл-Хана.

## Географія і клімат
Дера-Ґазі-Хан розташоване на 30'03" пн.ш. і 70'38" сх.д. Загальний клімат міста сухий з невеликою кількістю опадів. Зима м'яка і суха, але влітку дуже жарко. Середній максимум протягом літа становить близько 107 °F (42 °C), тоді як взимку середня мінімальна температура становить 40 °F (4 °C). Переважний напрямок вітру північно-південний. Через безплідні гори Ко-Сулемана та піщаний ґрунт у цьому районі влітку часто трапляються шторми. Влітку температура, як правило, одна з найвищих у Пакистані. У форті Манро, розташованому на околиці провінції Пенджаб, погода відносно прохолодніша. Взимку повідомлялося про снігопад.
| Клімат Дера-Ґазі-Хан                       | Клімат Дера-Ґазі-Хан | Клімат Дера-Ґазі-Хан | Клімат Дера-Ґазі-Хан | Клімат Дера-Ґазі-Хан | Клімат Дера-Ґазі-Хан | Клімат Дера-Ґазі-Хан | Клімат Дера-Ґазі-Хан | Клімат Дера-Ґазі-Хан | Клімат Дера-Ґазі-Хан | Клімат Дера-Ґазі-Хан | Клімат Дера-Ґазі-Хан | Клімат Дера-Ґазі-Хан | Клімат Дера-Ґазі-Хан |
| Показник                                   | Січ.                 | Лют.                 | Бер.                 | Квіт.                | Трав.                | Черв.                | Лип.                 | Серп.                | Вер.                 | Жовт.                | Лист.                | Груд.                |                      |
| Абсолютний максимум, °C                    | 25,0                 | 30,0                 | 35,0                 | 38,0                 | 42,0                 | 46,0                 | 44,0                 | 42,0                 | 40,0                 | 38,0                 | 32,0                 | 22,0                 |                      |
| Середній максимум, °C                      | 20,3                 | 22,1                 | 26,9                 | 33,5                 | 38,7                 | 41,5                 | 38,5                 | 37,4                 | 36,7                 | 33,4                 | 27,7                 | 21,9                 |                      |
| Середня температура, °C                    | 12,2                 | 14,7                 | 19,9                 | 26,0                 | 30,9                 | 34,2                 | 32,7                 | 31,9                 | 30,2                 | 25,3                 | 19,1                 | 13,6                 |                      |
| Середній мінімум, °C                       | 4,2                  | 7,3                  | 12,9                 | 18,5                 | 23,1                 | 26,8                 | 26,9                 | 26,4                 | 23,8                 | 17,3                 | 10,5                 | 5,3                  |                      |
| Абсолютний мінімум, °C                     | −2,2                 | −2                   | 4,0                  | 9,5                  | 14,4                 | 17,5                 | 18,6                 | 19,5                 | 15,8                 | 8,0                  | 2,2                  | −2,8                 |                      |
| Середня кількість сонячних годин на місяць | 222,2                | 206,8                | 234,3                | 259,2                | 290,1                | 247,7                | 241,3                | 261,1                | 271,1                | 283,2                | 249,7                | 220,4                |                      |
| Норма опадів, мм                           | 10.0                 | 17.5                 | 34.8                 | 21.7                 | 17.2                 | 14.4                 | 60.8                 | 57.5                 | 17.6                 | 4.8                  | 2.1                  | 10.4                 |                      |
| ------------------------------------------ | -------------------- | -------------------- | -------------------- | -------------------- | -------------------- | -------------------- | -------------------- | -------------------- | -------------------- | -------------------- | -------------------- | -------------------- | -------------------- |
| Джерело: NOAA (1961–1990)                  |                      |                      |                      |                      |                      |                      |                      |                      |                      |                      |                      |                      |                      |

## Громадська адміністрація
Дера-Ґазі-Хан адміністративно поділяється на сім союзних рад. Місто також є адміністративним центром округу Дера-Ґазі-Хан і адміністративною столицею відділу Дера-Ґазі-Хан.

### Населення[7]
| Рік національного перепису | Населення |
| 1972 рік                   | 72,343    |
| 1981 рік                   | 102 007   |
| 1998 рік                   | 190,542   |
| 2017 рік                   | 399 064   |